# Tom és Jerry – Az óriás kaland
A Tom és Jerry – Az óriás kaland (eredeti cím: Tom and Jerry's Giant Adventure) 2013-ban megjelent amerikai 2D-s számítógépes animációs film, amely Tom és Jerry című videofilmsorozat kilencedik része. Az animációs játékfilm rendezői és producerei Spike Brandt és Tony Cervone. A forgatókönyvet Paul Dini írta, a zenéjét Michael Tavera szerezte. A videofilm a Turner Entertainment és a Warner Bros. Animation gyártásában készült, a Warner Home Video forgalmazásában jelent meg. Műfaja fantasy filmvígjáték. Amerikában 2013. augusztus 6-án, Magyarországon 2013. augusztus 13-án adták ki DVD-n.

## Történet
Tom és Jerry az utolsó állatok, akik még Mesekönyvfalván, a tündérmesék világát idéző vidámparkban élnek, „ahol az álmok valóra válnak, ha hiszel bennük.” A kis Jack mindenáron meg akarja menteni a parkot egy kapzsi milliárdostól, és ezért összefog hűséges macska-egér barátaival, hogy eladja dédelgetett tehenét, pár szem varázsbabért? A babból egy hatalmas paszuly nő ki és ők egy varázslatos földön találják magukat, ahol egy mérhetetlenül gonosz és éhes óriás uralkodik, és ahol olyan mókás mesehősök élnek, mint Droopy, Spike, sőt, egy aranylúd is!

## Szereplők
| Szereplő                | Eredeti hang      | Magyar hang       |
| ----------------------- | ----------------- | ----------------- |
| Tom                     | Spike Brandt      | Kossuth Gábor     |
| Jerry                   | N/A               | N/A               |
| Jack                    | Jacob Bertrand    | Szvetlov Balázs   |
| Az Óriás                | Tom Wilson        | Faragó András     |
| Mr. Bigley              | Tom Wilson        | Kárpáti Levente   |
| Vörös tündér            | Grey DeLisle      | Kis-Kovács Luca   |
| Mrs. Bradley            | Grey DeLisle      | Orosz Anna        |
| McDonald gazda / Mesélő | Garrison Keillor  | Haás Vander Péter |
| Pités mókus             | Paul Reubens      | Molnár Levente    |
| Tuffy                   | Kath Soucie       | Nemes Takách Kata |
| Droopy király           | Joe Alaskey       | Fekete Zoltán     |
| Barney mackó            | Richard McGonagle | Bognár Tamás      |
| Spike                   | Phil LaMarr       | Epres Attila      |
| Meathead                | John DiMaggio     | ?                 |

## Televíziós megjelenések
- HBO, HBO Comedy, HBO 2, Cartoon Network, Boomerang
- TV2